# Baloncesto Superior Nacional
Die Baloncesto Superior Nacional (BSN) ist eine professionelle Basketballliga in Puerto Rico. Momentan besitzt sie zehn aktive Teams und sieben inaktive Mannschaften. Die ersten Meisterschaften wurden 1930 unter der Organisation der „Asociación Puertorriqueña de Baloncesto“ durchgeführt. Die Saison beginnt zumeist im März und endet im Sommer. Die Liga gilt damit als „Sommerliga“, die auch von anderweitig tätigen Profis, vielfach puerto-ricanischer Abstammung, genutzt wird, sofern diese in europäischen oder nordamerikanischen Ligen nach der regulären Saison oder frühzeitig in deren Play-offs ausgeschieden sind, um sich in ihrer spielfreien Zeit zu präsentieren. Damit ähnelt die Liga der Liga de Béisbol Profesional de Puerto Rico, welche in der Off-Season der US-amerikanischen Baseball-Profiligen ihre Spiele durchführt. Die Vereinsorganisationen benutzen im Baseball wie im Basketball am jeweiligen Ort oftmals die gleichen Bezeichnungen beziehungsweise Spitznamen für ihre Mannschaften.
In der regulären Saison werden entweder 30 oder 32 Spiele von jedem Verein durchgeführt. Nach dieser regulären Saison wird die sogenannte „round robin“ angeknüpft, in der 2011 die besten sechs Teams der regulären Saison zugelassen waren, wobei die letzten beiden Plätze der zweiten Gruppenphase zwischen vier Mannschaften ausgespielt wurden. Nach dieser zweiten Phase folgt die Finalserie der beiden besten Mannschaften, die in einer „best-of-Seven“-Serie durchgeführt wird.
Die aktuellen Rekordmeister sind die Vaqueros de Bayamón mit vierzehn Titelgewinnen. Es folgen die Atléticos de San Germán mit dreizehn und die Leones de Ponce mit zwölf Meisterschaften.

## Geschichte
Die BSN war bis zu den 1980er-Jahren eine wirtschaftlich strauchelnde Liga, die aber mit Genaro 'Tuto' Marchand als Präsidenten, eine extreme Basketball-Popularität hervorbrachte. So überholte Basketball, die damals zweitbeliebteste Sportart Baseball und blieb nur hinter der damals beliebtesten Sportart Boxen.

Nach der Übernahme der Leitung durch Hetin Reyes, entstanden erneut wirtschaftliche Probleme, die aber allgemein auf die steigenden Lebenskosten zurückgeführt wurden. Trotzdem wurde der Spielbetrieb mit 13 Mannschaften weitergeführt.
Im Jahr 2005 spitzten sich die finanziellen Probleme erneut drastisch zu, so dass sich die Anzahl der teilnehmenden Mannschaften auf neun reduzierte. Allerdings kehrten  bereits zur Saison 2007 zwei Teams zurück, die Indios de Mayagüez und die Gigantes de Carolina.
2008-Gegenwart
Vor dem Beginn der Saison legte Henry Neumann das Amt des Liga-Präsidenten nieder und trat in die Politik ein, woraufhin Felix „Felo“ Rivera, der damalige Besitzer der Criollos de Caguas, seine Nachfolge antrat. Gleich zu Beginn seiner Amtszeit wurden zwei neue Regelungen eingeführt, die die Stabilität des Spielbetriebs sichern sollte. Zum einen wurde ein Salary Cap von $500.000 eingeführt. Bei Verstößen gegen diese Gehälterobergrenze werden mit den Strafzahlungen die Teams gefördert, die sich an die Regelung gehalten haben. Zum anderen wurden die Beschränkung von Spielern ohne puerto-ricanische Staatsbürgerschaft pro Mannschaft abgeschafft.

## Mannschaften
Die einzelnen Mannschaften haben in der Vergangenheit nicht durchgehend am Spielbetrieb teilgenommen, werden aber oftmals wieder reaktiviert. Bei nahezu vollständiger Teilnahme der Mannschaften wurde die Liga auch schon in Divisionen aufgeteilt, unterschieden nach Mannschaften aus dem Großraum San Juan und dem insbesondere westlichen Rest der Insel. Die aufgeführten Bezeichnungen sind in der spanischen Sprache, so wie die Eigendarstellung der Liga und der Vereine in diversen Medien. Weitere offizielle Sprache Puerto Ricos ist das Englische, so dass insbesondere auch im puerto-ricanischen Mutterland Vereinigte Staaten oftmals auch die englischsprachigen Bezeichnungen der Mannschaften üblich sind; zur weiteren Erläuterung ist dort in Klammern die deutschsprachige Übersetzung angegeben. Der vollständige Name einer Mannschaft lautet im spanischen ‚<Name> de <Ort>‘ bzw. im englischen ‚<Ort> <Name>‘ (bspw. ‚Vaqueros de Bayamón‘ bzw. ‚Bayamón Cowboys‘). Kursive, nicht fett gekennzeichnete Mannschaften haben nicht für die Spielzeit 2012 gemeldet.
| Division | Mannschaftsbezeichnung (spanisch)                                        | englisch (deutsch)                               | Ort          | Teamfarben            | Arena                           |
| -------- | ------------------------------------------------------------------------ | ------------------------------------------------ | ------------ | --------------------- | ------------------------------- |
| Metro    | Polluelos                                                                | Poults (Küken)                                   | Aibonito     |                       |                                 |
| Metro    | Vaqueros                                                                 | Cowboys (Viehhirten)                             | Bayamón      | Blau, Weiß            | Coliseo Ruben Rodriguez         |
| Metro    | Criollos                                                                 | Creoles (Kreolen)                                | Caguas       | Rot, Schwarz, Weiß    | Coliseo Héctor Solá Besares     |
| Metro    | Gigantes                                                                 | Giants (Riesen)                                  | Carolina     | Rot, Weiß             | Coliseo Guillermo Angulo        |
| Metro    | Cariduros                                                                | Cariduros (Cariduros *)                          | Fajardo      | Rot, Blau             | Coliseo Tomas Dones             |
| Metro    | Mets (früher: Conquistadores)                                            | Mets (Metropolisten)                             | Guaynabo     | Blau, Silber          | Coliseo Mario Morales           |
| Metro    | Caciques (früher: Toritos de Cavey)                                      | Caciques (Kaziken)                               | Humacao      | Gelb, Grün, Rot       | Coliseo Emilio E. Huyke         |
| Metro    | Titanes                                                                  | Titans (Titanen)                                 | Morovis      | Gelb, Rot             | Coliseo José P. Huyke           |
| Metro    | Cangrejeros                                                              | Crabbers (Krabbenfischer)                        | Santurce     | Weiß, Orange, Blau    | Coliseo José Miguel Agrelot     |
| Isla     | Santeros                                                                 | Saints (Heilige)                                 | Aguada       |                       |                                 |
| Isla     | Capitanes                                                                | Captains (Kapitäne)                              | Arecibo      | Blau, Gelb            | Coliseo Manuel Iguina           |
| Isla     | Taínos                                                                   | Taínos (Taínos)                                  | Cabo Rojo    | Rot, Blau             | Coliseo Rebekah Colberg         |
| Isla     | Indios                                                                   | Indians (Indios)                                 | Canóvanas    |                       | Coliseo Ramón Ramos             |
| Isla     | Maratonistas (früher: Cardenales de Río Piedras / Avancinos de Villalba) | Marathon runners (Marathonläufer)                | Coamo        | Schwarz, Rot, Gelb    | Coliseo Edwin „Puruco“ Nolasco  |
| Isla     | Brujos                                                                   | Wizards (Hexer)                                  | Guayama      | Braun, Gelb           | Coliseo Dr. Roque Nido Stella   |
| Isla     | Gallitos                                                                 | Bantams / Roosters (Hähnchen, eigtl. Kampfhähne) | Isabela      | Gelb, Grün            | Coliseo Jose „Buga“ Abreu       |
| Isla     | Indios                                                                   | Indians (Indianer)                               | Mayagüez     | Grün, Rot             | Palacio de los Deportes         |
| Isla     | Leones                                                                   | Lions (Löwen)                                    | Ponce        | Rot, Schwarz          | Auditorio Juan Pachín Vicéns    |
| Isla     | Piratas                                                                  | Pirates (Piraten)                                | Quebradillas | Rot, Schwarz, Weiß    | Coliseo Raymond Dalmau          |
| Isla     | Atléticos                                                                | Athletes (Athleten)                              | San Germán   | Orange, Schwarz, Weiß | Coliseo Arquelio Torres Ramírez |

## Titelträger
| Jahr    | Meister                    | Vizemeister                  | Jahr | Meister                             | Vizemeister             |
| ------- | -------------------------- | ---------------------------- | ---- | ----------------------------------- | ----------------------- |
| 1930    | Capitalinos de San Juan    | Vaqueros de Bayamón          | 1979 | Piratas de Quebradillas             | Gigantes de Carolina    |
| 1931    | Capitalinos de San Juan    | Atléticos de San Germán      | 1980 | Mets de Guaynabo                    | Piratas de Quebradillas |
| 1932    | Atléticos de San Germán    | Capitanes de Arecibo         | 1981 | Vaqueros de Bayamón                 | Mets de Guaynabo        |
| 1933    | Vaqueros de Bayamón        | Atléticos de San Germán      | 1982 | Mets de Guaynabo                    | Piratas de Quebradillas |
| 1934    | Vega Baja                  | Vaqueros de Bayamón          | 1983 | Indios de Canóvanas                 | Mets de Guaynabo        |
| 1935    | Vaqueros de Bayamón        | Vega Baja                    | 1984 | Copa Olimpica / Indios de Canóvanas | Gallitos de Isabela     |
| 1936    | Club Nautico de San Juan   | Atléticos de la FCLA. Martin | 1985 | Atléticos de San Germán             | Mets de Guaynabo        |
| 1937    | Vega Baja                  | Piratas de Quebradillas      | 1986 | Polluelos de Aibonito               | Atléticos de San Germán |
| 1938    | Atléticos de San Germán    | Atléticos de la FCLA. Martin | 1987 | Titanes de Morovis                  | Polluelos de Aibonito   |
| 1939    | Atléticos de San Germán    | Vega Baja                    | 1988 | Vaqueros de Bayamón                 | Indios de Canovanas     |
| 1940    | Capitalinos de San Juan    | Atléticos de San Germán      | 1989 | Mets de Guaynabo                    | Leones de Ponce         |
| 1941    | Atléticos de San Germán    | Cardenales de Río Piedras    | 1990 | Leones de Ponce                     | Mets de Guaynabo        |
| 1942    | Atléticos de San Germán    | Cangrejeros de Santurce      | 1991 | Atléticos de San Germán             | Brujos de Guayama       |
| 1942/43 | Atléticos de San Germán    | Cangrejeros de Santurce      | 1992 | Leones de Ponce                     | Capitanes de Arecibo    |
| 1943    | Tortuguero                 | Capitalinos de San Juan      | 1993 | Leones de Ponce                     | Mets de Guaynabo        |
| 1944    | Gallitos de la UPR         | Capitalinos de San Juan      | 1994 | Atléticos de San Germán             | Brujos de Guayama       |
| 1945    | Capitalinos de San Juan    | Gallitos de la UPR           | 1995 | Vaqueros de Bayamón                 | Leones de Ponce         |
| 1946    | Cardenales de Río Piedras  | Capitanes de Arecibo         | 1996 | Vaqueros de Bayamón                 | Leones de Ponce         |
| 1947    | Atléticos de San Germán    | Cardenales de Río Piedras    | 1997 | Atléticos de San Germán             | Gigantes de Carolina    |
| 1948    | Atléticos de San Germán    | Capitanes de Arecibo         | 1998 | Cangrejeros de Santurce             | Leones de Ponce         |
| 1949    | Atléticos de San Germán    | Leones de Ponce              | 1999 | Cangrejeros de Santurce             | Piratas de Quebradillas |
| 1950    | Atléticos de San Germán    | Capitalinos de San Juan      | 2000 | Cangrejeros de Santurce             | Piratas de Quebradillas |
| 1951    | Gallitos de la UPR         | Cangrejeros de Santurce      | 2001 | Cangrejeros de Santurce             | Vaqueros de Bayamón     |
| 1952    | Leones de Ponce            | Cangrejeros de Santurce      | 2002 | Leones de Ponce                     | Vaqueros de Bayamón     |
| 1953    | nicht beendete Finalserie: | Ponce vs. San Germán         | 2003 | Cangrejeros de Santurce             | Leones de Ponce         |
| 1954    | Leones de Ponce            | Atléticos de San Germán      | 2004 | Leones de Ponce                     | Maratonistas de Coamo   |
| 1955    | Cardenales de Río Piedras  | Atléticos de San Germán      | 2005 | Capitanes de Arecibo                | Vaqueros de Bayamón     |
| 1956    | Cardenales de Río Piedras  | Atléticos de San Germán      | 2006 | Criollos de Caguas                  | Cangrejeros de Santurce |
| 1957    | Cardenales de Río Piedras  | Atléticos de San Germán      | 2007 | Cangrejeros de Santurce             | Capitanes de Arecibo    |
| 1958    | Capitalinos de San Juan    | Leones de Ponce              | 2008 | Capitanes de Arecibo                | Gigantes de Carolina    |
| 1959    | Capitanes de Arecibo       | Cardenales de Río Piedras    | 2009 | Vaqueros de Bayamon                 | Piratas de Quebradillas |
| 1960    | Leones de Ponce            | Cardenales de Río Piedras    | 2010 | Capitanes de Arecibo                | Vaqueros de Bayamón     |
| 1961    | Leones de Ponce            | Capitanes de Arecibo         | 2011 | Capitanes de Arecibo                | Piratas de Quebradillas |
| 1962    | Cangrejeros de Santurce    | Cardenales de Río Piedras    | 2012 | Indios de Mayagüez                  | Capitanes de Arecibo    |
| 1963    | Cardenales de Río Piedras  | Leones de Ponce              | 2013 |                                     |                         |
| 1964    | Leones de Ponce            | Cangrejeros de Santurce      |      |                                     |                         |
| 1965    | Leones de Ponce            | Atléticos de San Germán      |      |                                     |                         |
| 1966    | Leones de Ponce            | Capitanes de Arecibo         |      |                                     |                         |
| 1967    | Vaqueros de Bayamón        | Leones de Ponce              |      |                                     |                         |
| 1968    | Cangrejeros de Santurce    | Cardenales de Rio Piedras    |      |                                     |                         |
| 1969    | Vaqueros de Bayamón        | Cardenales de Rio Piedras    |      |                                     |                         |
| 1970    | Piratas de Quebradillas    | Vaqueros de Bayamón          |      |                                     |                         |
| 1971    | Vaqueros de Bayamón        | Cardenales de Rio Piedras    |      |                                     |                         |
| 1972    | Vaqueros de Bayamón        | Piratas de Quebradillas      |      |                                     |                         |
| 1973    | Vaqueros de Bayamón        | Piratas de Quebradillas      |      |                                     |                         |
| 1974    | Vaqueros de Bayamón        | Capitalinos de San Juan      |      |                                     |                         |
| 1975    | Vaqueros de Bayamón        | Piratas de Quebradillas      |      |                                     |                         |
| 1976    | Cardenales de Río Piedras  | Piratas de Quebradillas      |      |                                     |                         |
| 1977    | Piratas de Quebradillas    | Cardenales de Rio Piedras    |      |                                     |                         |
| 1978    | Piratas de Quebradillas    | Mets de Guaynabo             |      |                                     |                         |